# Anton Scheutjens
Anton Scheutjens (Nuenen, 1 mei 1968) is een Nederlands voormalig profvoetballer die als doelman speelde. Tegenwoordig is hij actief als keeperstrainer en heeft hij een eigen keepersschool.

## Spelerscarrière
Scheutjens begon met voetballen bij RKSV Heeze, waar hij met 17 jaar oud al iedere week bij het eerste elftal onder de lat stond. Omdat hij hogerop wilde gaan voetballen, ging hij naar Helmond Sport. Na een aantal jaren zonder wedstrijden te hebben gespeeld, vertrok hij in 1991 naar PSV. Hier speelde Scheutjens vooral zijn wedstrijden in het tweede elftal.
In het seizoen 1992/93 werd hij door PSV voor een half jaar aan Roda JC verhuurd, waar hij ging spelen onder Huub Stevens. Stevens kende Scheutjens nog van zijn tijd bij PSV en haalde Scheutjens naar Kerkrade omdat Henryk Bolesta, de toenmalig tweede keeper, veelal geblesseerd was. Bij Roda moest hij Ronald Waterreus voor zich duiden, waardoor hij slechts twee wedstrijden speelde.
Aan het begin van het seizoen 1993/94, maakte Scheutjens de officiële overstap naar Roda JC. In zijn drie seizoenen bij Roda speelde hij slechts twee wedstrijden omdat hij concurrentie had van Ronald Waterreus (1993–1994) en Ruud Hesp (1994–1996), die beiden de voorkeur boven hem kregen.
In 1996 maakte hij de overstap naar Go Ahead Eagles. Hier kreeg hij wel de voorkeur als eerste doelman en stond hij in drie seizoenen 88 keer onder de lat bij de club uit Deventer. Na deze drie seizoenen besloot hij zijn profcarrière te beëindigen en zich te focussen op een carrière als keeperstrainer. 
Scheutjens speelde in 2006 nog twee wedstrijden voor Helmond Sport, de club waar hij op dat moment keeperstrainer was. Doordat de club kampte met een keepersprobleem moest hij noodgedwongen tweemaal invallen.

## Clubstatistieken
| Seizoen         | Club            | Competitie      | Competitie | Competitie | Beker | Beker | Play-offs | Play-offs | Totaal | Totaal |
| Seizoen         | Club            | Competitie      | Wed.       | Dlp.       | Wed.  | Dlp.  | Wed.      | Dlp.      | Wed.   | Dlp.   |
| --------------- | --------------- | --------------- | ---------- | ---------- | ----- | ----- | --------- | --------- | ------ | ------ |
| 1989/90         | Helmond Sport   | Eerste divisie  | 0          | 0          | 0     | 0     | —         | —         | 0      | 0      |
| 1990/91         | Helmond Sport   | Eerste divisie  | 0          | 0          | 0     | 0     | —         | —         | 0      | 0      |
| 1991/92         | PSV             | Eredivisie      | 0          | 0          | 0     | 0     | 0         | 0         | 0      | 0      |
| 1992/93         | PSV             | Eredivisie      | 0          | 0          | 0     | 0     | 0         | 0         | 0      | 0      |
| 1992/93         | → Roda JC       | Eredivisie      | 2          | 0          | 0     | 0     | —         | —         | 2      | 0      |
| 1993/94         | Roda JC         | Eredivisie      | 0          | 0          | 0     | 0     | —         | —         | 0      | 0      |
| 1994/95         | Roda JC         | Eredivisie      | 1          | 0          | 0     | 0     | —         | —         | 1      | 0      |
| 1995/96         | Roda JC         | Eredivisie      | 1          | 0          | 0     | 0     | 0         | 0         | 1      | 0      |
| 1996/97         | Go Ahead Eagles | Eerste divisie  | 32         | 0          | 0     | 0     | 0         | 0         | 32     | 0      |
| 1997/98         | Go Ahead Eagles | Eerste divisie  | 29         | 0          | 0     | 0     | —         | —         | 29     | 0      |
| 1998/99         | Go Ahead Eagles | Eerste divisie  | 27         | 0          | 2     | 0     | —         | —         | 29     | 0      |
| 2005/06         | Helmond Sport   | Eerste divisie  | 2          | 0          | 0     | 0     | 0         | 0         | 2      | 0      |
| Carrière totaal | Carrière totaal | Carrière totaal | 94         | 0          | 2     | 0     | 0         | 0         | 96     | 0      |

## Trainerscarrière
Scheutjens ging na zijn carrière als doelman aan de slag als keeperstrainer. Hij begon in 2002 als keeperstrainer bij Helmond Sport, waar hij in een technische staf terechtkwam met o.a. Jan van Dijk. Na vijf seizoenen bij de club uit Helmond te hebben gewerkt, vertrok hij in 2007 naar Roda JC. Bij Roda tekende hij een contract voor twee seizoenen, maar werd al na één seizoen gecontracteerd door PSV, waar hij in zijn 1e jaar nog samenwerkte met Hans Segers, om daarna 4 jaar alleen verantwoordelijk te zijn voor de Keepers. 
Nadat zijn contract in Eindhoven verbroken werd, koos hij in 2013 voor een buitenlands avontuur en tekende een contract bij FC Kopenhagen. Hier stond hij in totaal vijf seizoenen onder contract als keeperstrainer. 
Nadat zijn contract bij Kopenhagen verlopen was, werd hij in 2018 keeperstrainer bij zijn plaatselijke voetbalclub, SV Someren. Ook richtte hij in 2018 zijn eigen keepersschool op. Eind december 2018 werd hij keeperstrainer bij Almere City FC, waar hij de naar China vertrokken Jan Splinter verving en een contract tot het einde van het seizoen tekende. In 2019 was hij tevens keeperstrainer bij het Nederlands voetbalelftal onder 17. Eind juli 2020 maakt Scheutjens, als keeperstrainer en lid van de technische staf, de overstap van Almere City FC naar AFC Ajax. Na vier jaar vertrok Scheutjens naar VVV-Venlo, waar hij de opvolger werd van keeperstrainer Rein Baart. Medio 2025 werd hij keepertrainer bij N.E.C. onder hoofdtrainer Dick Schreuder.

Erelijst als keeperstrainer
| Jaar        | Titel                    | Club          |
| ----------- | ------------------------ | ------------- |
| 2008        | Johan Cruijff schaal     | PSV           |
| 2011 - 2012 | KNVB Beker               | PSV           |
| 2012        | Johan Cruijff schaal     | PSV           |
| 2014 - 2015 | Deense Beker             | FC Kopenhagen |
| 2015 - 2016 | Deense Beker             | FC Kopenhagen |
| 2015 -2016  | Deens Landskampioen      | FC Kopenhagen |
| 2016 - 2017 | Deens Landskampioen      | FC Kopenhagen |
| 2016 - 2017 | Deense Beker             | FC Kopenhagen |
| 2020 - 2021 | Nederlands Landskampioen | AFC Ajax      |
| 2020 - 2021 | KNVB Beker               | AFC Ajax      |
| 2021 - 2022 | Nederlands Landskampioen | AFC Ajax      |